# Premi Rhysling
Els Premis Rhysling són un premi anual atorgat al millor poema de ciència-ficció, fantasia o terror de l'any. A diferència de la majoria dels premis literaris, que porten el nom del creador del premi, el tema del premi, o un membre destacat del camp, els Rhyslings porten el nom d'un personatge en una història de ciència-ficció: el poeta cec Rhysling, a la història curta de Robert A. Heinlein The Green Hills of Earth. El premi es lliura en dues categories: "Millor poema llarg", per a obres de 50 o més línies, i "Millor poema curt", per a obres de 49 o menys línies.
Els nominats als premis Rhysling de cada any són elegits pels membres de la Science Fiction Poetry Association (SFPA). Cada membre pot nomenar un treball per a cadascuna de les categories. Les obres designades es compilen després en una antologia anomenada The Rhysling Anthology, i els membres de l'Associació voten sobre els guanyadors finals. Des del 2005, els premis s'han presentat al juliol en una cerimònia a Readercon. Mentre que la categoria "Millor poema curt" permet introduir poemes molt curts, l'SFPA també té el premi Dwarf Stars, que és per a poemes d'una a deu línies.
El 2005, l'SFPA va publicar una antologia dels poemes guanyadors, The Alchemy of Stars: Rhysling Award Winners Showcase.

## Guanyadors als millors poemes llargs
- 1978: Gene Wolfe, The Computer Iterates the Greater Trumps
- 1979: Michael Bishop, For the Lady of a Physicist
- 1980: Andrew Joron, The Sonic Flowerfall of Primes
- 1981: Thomas M. Disch, On Science Fiction
- 1982: Ursula K. Le Guin, The Well of Baln
- 1983: Adam Cornford, Your Time and You: A Neoprole's Dating Guide
- 1984: Joe Haldeman, Saul's Death: Two Sestinas
- 1985: Siv Cedering, A Letter from Caroline Herschel (1750-1848)
- 1986: Andrew Joron, Shipwrecked on Destiny Five
- 1987: W. Gregory Stewart, Daedalus
- 1988: Lucius Shepard, White Trains
- 1989 (tie): Bruce Boston, In the Darkened Hours ; John M. Ford, Winter Solstice, Camelot Station
- 1990: Patrick McKinnon, dear spacemen
- 1991: David Memmott, The Aging Cryonicist in the Arms of His Mistress Contemplates the Survival of the Species While the Phoenix Is Consumed by Fire
- 1992: W. Gregory Stewart, the button and what you know
- 1993: William J. Daciuk, To Be from Earth
- 1994: W. Gregory Stewart and Robert Frazier, Basement Flats: Redefining the Burgess Shale
- 1995: David Lunde, Pilot, Pilot
- 1996: Margaret B. Simon, Variants of the Obsolete
- 1997: Terry A. Garey, Spotting UFOs While Canning Tomatoes
- 1998: Laurel Winter, why goldfish shouldn't use power tools
- 1999: Bruce Boston, Confessions of a Body Thief
- 2000: Geoffrey A. Landis, Christmas (after we all get time machines)
- 2001: Joe Haldeman, January Fires
- 2002: Lawrence Schimel, How to Make a Human
- 2003 (tie): Charles Saplak and Mike Allen, Epochs in Exile: A Fantasy Trilogy ; Sonya Taaffe, Matlacihuatl's Gift
- 2004: Theodora Goss, Octavia Is Lost in the Hall of Masks
- 2005: Tim Pratt, Soul Searching
- 2006: Kendall Evans and David C. Kopaska-Merkel, The Tin Men
- 2007: Mike Allen, The Journey to Kailash
- 2008: Catherynne M. Valente, The Seven Devils of Central California
- 2009: Geoffrey A. Landis, Search
- 2010: Kendall Evans and Samantha Henderson, In the Astronaut Asylum
- 2011: C. S. E. Cooney, The Sea King's Second Bride
- 2012: Megan Arkenberg, The Curator Speaks in the Department of Dead Languages
- 2013: Andrew Robert Sutton, Into Flight[5]
- 2014: Mary Soon Lee, Interregnum
- 2015: F.J. Bergmann, 100 Reasons to Have Sex with an Alien
- 2016: (tie) Krysada Panusith Phounsiri, It Begins With A Haunting; Ann K. Schwader, Keziah
- 2017: Theodora Goss, Rose Child

## Guanyadors als millors poemes curts
- 1978 (tie): Duane Ackerson, The Starman ; Andrew Joron, Asleep in the Arms of Mother Night ; Sonya Dorman, Corruption of Metals
- 1979 (tie): Duane Ackerson, Fatalities ; Steve Eng, Storybooks and Treasure Maps
- 1980 (tie): Robert Frazier, Encased in the Amber of Eternity ; Peter Payack, The Migration of Darkness
- 1981: Ken Duffin, Meeting Place
- 1982: Raymond DiZazzo, On the Speed of Sight
- 1983: Alan P. Lightman, In Computers
- 1984: Helen Ehrlich, Two Sonnets
- 1985: Bruce Boston, For Spacers Snarled in the Hair of Comets
- 1986: Susan Palwick, The Neighbor's Wife
- 1987 (tie): Jonathan V. Post, Before the Big Bang: News from the Hubble Large Space Telescope ; John Calvin Rezmerski, A Dream of Heredity
- 1988 (tie): Bruce Boston, The Nightmare Collector ; Suzette Haden Elgin, Rocky Road to Hoe
- 1989: Robert Frazier, Salinity
- 1990: G. Sutton Breiding, Epitaph for Dreams
- 1991: Joe Haldeman, Eighteen Years Old, October Eleventh
- 1992: David Lunde, Song of the Martian Cricket
- 1993: Jane Yolen, Will
- 1994 (tie): Bruce Boston, Spacer's Compass ; Jeff VanderMeer, Flight Is for Those Who Have Not Yet Crossed Over
- 1995: Dan Raphael, Skin of Glass
- 1996: Bruce Boston, Future Present: A Lesson in Expectation
- 1997: W. Gregory Stewart, Day Omega
- 1998: John Grey, Explaining Frankenstein to His Mother
- 1999: Laurel Winter, egg horror poem
- 2000: Rebecca Marjesdatter, Grimoire
- 2001: Bruce Boston, My Wife Returns as She Would Have It
- 2002: William John Watkins, We Die as Angels
- 2003: Ruth Berman, Potherb Gardening
- 2004: Roger Dutcher, Just Distance
- 2005: Greg Beatty, No Ruined Lunar City
- 2006: Mike Allen, The Strip Search
- 2007: Rich Ristow, The Graven Idol's Godheart
- 2008: F.J. Bergmann, Eating Light
- 2009: Amal El-Mohtar, Song for an Ancient City
- 2010: Ann K. Schwader, To Theia
- 2011: Amal El-Mohtar, Peach-Creamed Honey
- 2012: Shira Lipkin, The Library, After
- 2013: Terry A. Garey, The Cat Star[5]
- 2014: Amal El-Mohtar, Turning the Leaves[6]
- 2015: Marge Simon, Shutdown
- 2016: Ruth Berman, Time Travel Vocabulary Problems
- 2017: Marge Simon, George Tecumseh Sherman's Ghosts